# Butch T. Cougar

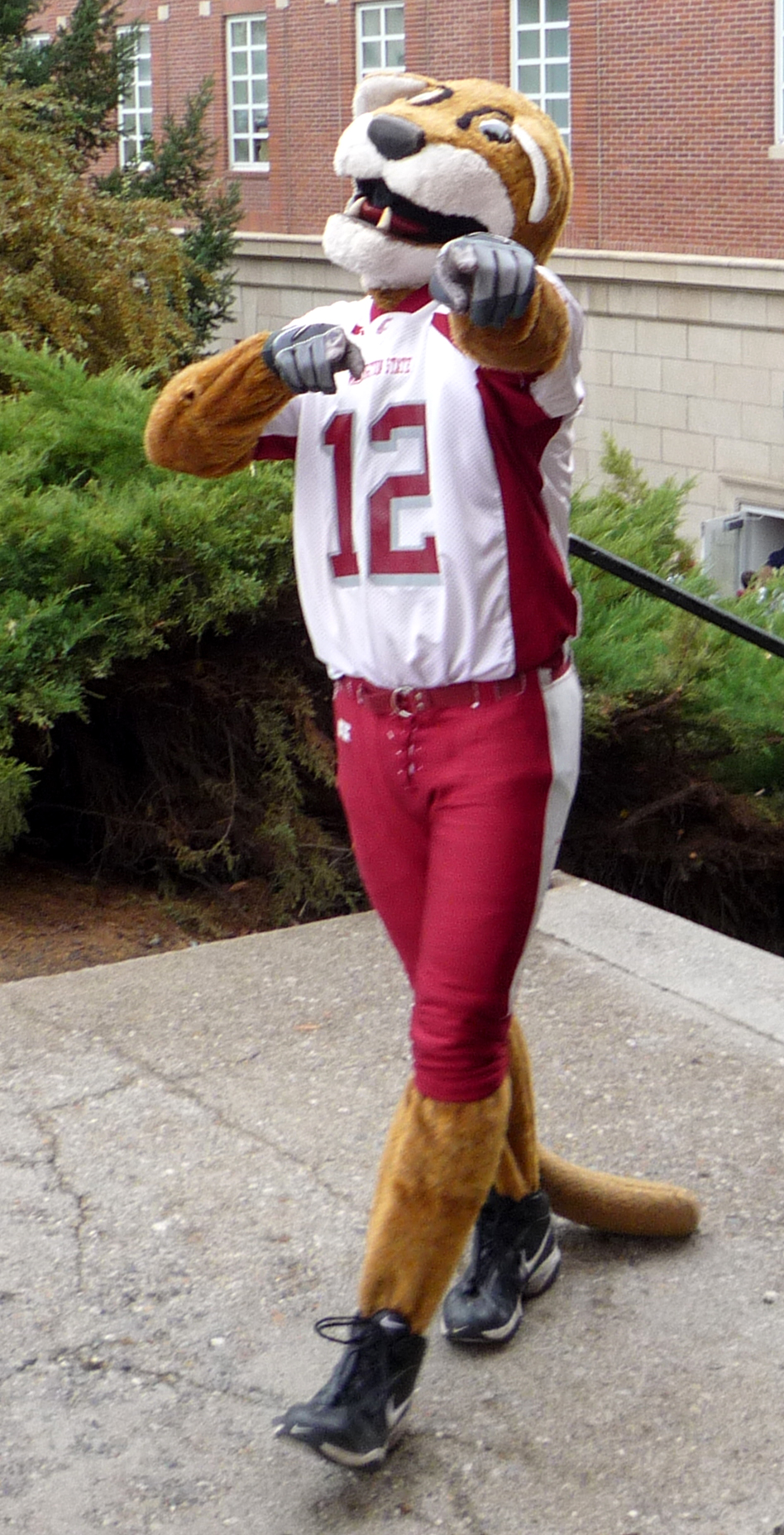
A kabala úton a Martin Stadion felé

Butch T. Cougar a Washingtoni Állami Egyetem pumaalakot öltő kabalája.

## Történet
Az egyetem a kabalát 1919-ben vezette be, majd 1927-ben bemutatták a helyi állatkertben született pumakölyköt, Butch T. Cougart; az állat nevét a spokane-i labdarúgóról, Herbert „Butch” Meekerről kapta.
A kabala szerepét 1978-ig élő állatok töltötték be, az utolsó ilyen kabala Butch VI volt; az állaton egészségügyi problémái miatt 15 éves korában, augusztus végén hajtottak végre eutanáziát. Az év októberében Glenn Terrell, az akkori rektor úgy döntött, hogy az intézmény szakít a hagyománnyal.
Manapság a kabala szerepét egy pumajelmezbe öltözött hallgató tölti be. Butch T. Cougart 2006-ban a Capital One bank az év kabalájának választotta.

## Feladatok
Butch T. Cougar elsődlegesen az egyetem nagykövetének szerepét tölti be; a sporteseményeken lelkesítő rigmusokat kiabál és pólókat dobál a lelátókra, ezen felül a kabala hivatalos eseményeken, és promóciós anyagokban is megjelenik. A jelmez alatti hallgató személyazonosságát az évadok utolsó játékán (általában kosárlabda) fedik fel.

## Fordítás
Ez a szócikk részben vagy egészben  a   Butch T. Cougar című angol Wikipédia-szócikk ezen változatának fordításán alapul.  Az eredeti cikk szerkesztőit annak laptörténete sorolja fel. Ez a jelzés csupán a megfogalmazás eredetét és a szerzői jogokat jelzi, nem szolgál a cikkben szereplő információk forrásmegjelöléseként.